# 粟特史氏家族墓葬群

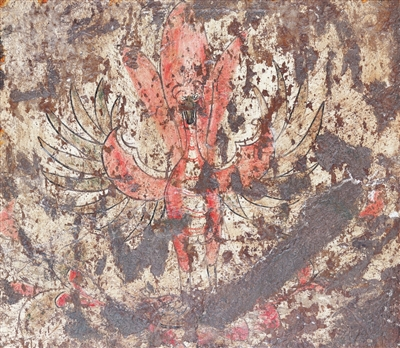
史索岩墓壁畫朱雀圖

粟特史氏家族墓葬群或粟特史姓墓葬群是位於寧夏固原北朝隋唐墓地的六座隋-唐朝時期的粟特人古墓葬，於1982–1995年間陸續發掘出土，分別是史射勿墓（609年）、史道洛墓（658年）、史索岩墓（664年）、史訶耽墓（669年）、史鐵棒墓（670年）和史道德墓（678年），墓主均為昭武九姓中的史姓後代。其中衹有史射勿墓是隋朝墓葬，其餘皆是唐朝墓葬。墓中出土了帶中亞甚至歐洲色彩的文物，比如波斯銀幣和拜占庭金幣。此外，墓葬亦出土有墓誌、壁畫、鎭墓獸、武士俑、寶石印章等。
同公元592年的隋朝虞弘墓相比，可以看出史姓墓葬群的漢化程度很高。比如虞弘墓的藝術圖像中全是高鼻深目的胡人，淸一色穿着波斯薩珊王朝風格服飾，且祆教色彩之濃郁，更高於北周的史君墓和安伽墓。史姓墓葬群雖然保留了祆教傳統，但同時也受到其他宗教的影響，而且服飾已完全漢化，出土壁畫中已經有漢人形像，還有朱雀這種中國的傳統文化元素，與虞弘墓的圖像風格可謂是天壤之別。

## 家族系統

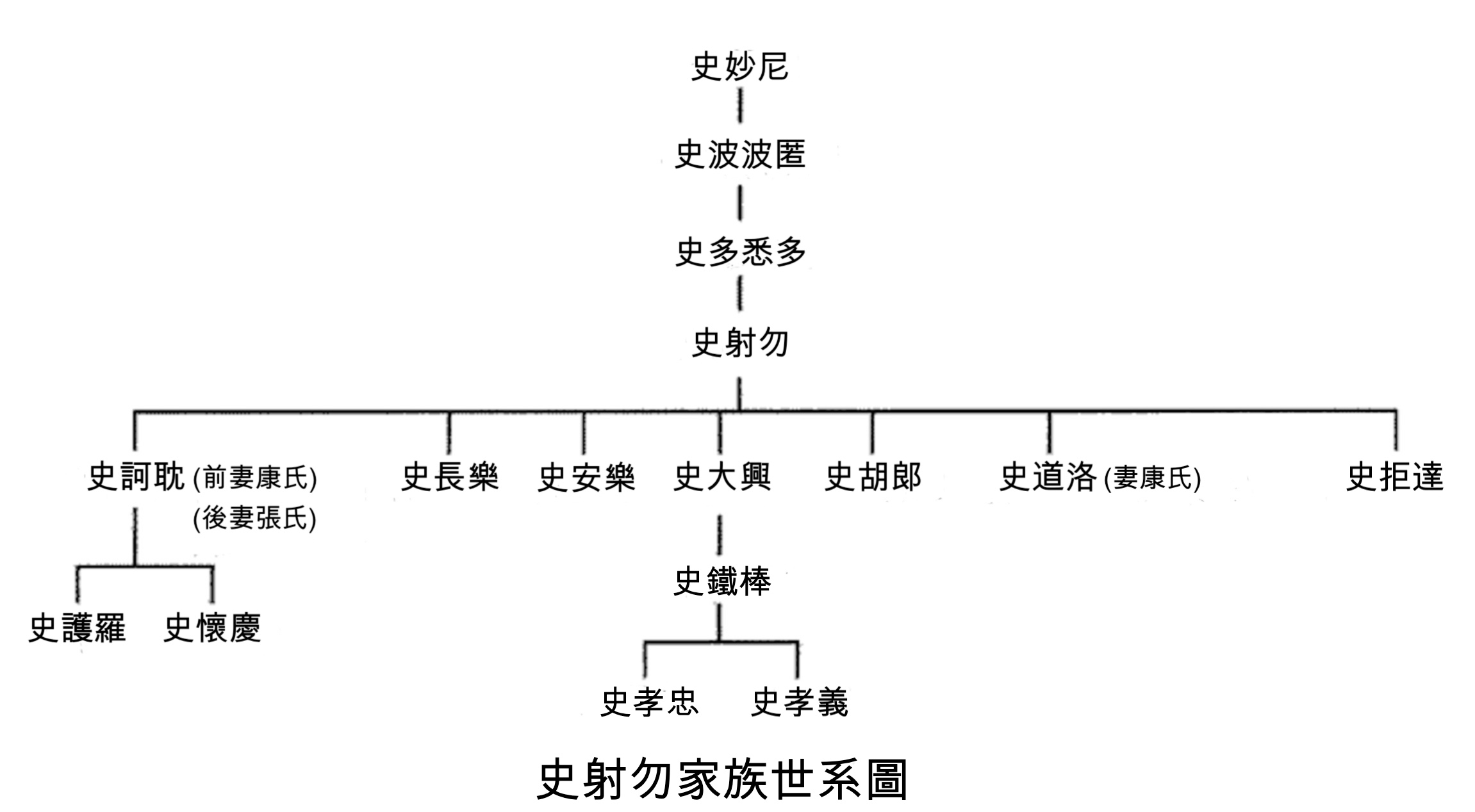
史射勿家族世系圖

六名墓主分屬兩個史姓家族，史射勿一系包括史射勿、史訶耽、史道洛和史鐵棒，這四人是祖孫三代。史射勿最年長，為祖輩；史訶耽、史道洛為史射勿之子，兩人是兄弟，屬於父輩，其中史訶耽為兄長；史鐵棒是史射勿的另一名兒子史大興之子，即史訶耽和史道洛的侄子，屬於孫輩。史索岩一系包括史索岩夫妻與史道德，兩者為叔侄關係。

## 史射勿墓
史射勿墓位於固原南郊鄉小馬莊村西北，墓葬全長29米，1987年開始發掘。該墓多次被盜，隨葬品所存很少，僅出土有水晶、銅鏡、金帶扣、金指環、白瓷鉢、靑瓷罐、波斯銀幣等文物20餘件。不過墓室內發現保存完好的壁畫18幅，色彩鮮艷，畫面淸晰，有胡人武士圖、漢人仕女圖等，着裝均已漢化。據墓誌所載，墓主史射勿，字槃陁。射勿是祆教神名，槃陁意為僕人，其名和字可復原為粟特文，意為祆教祖爾宛神之僕。史射勿名字濃郁的宗教意味，與其先輩擔任宗教職務有直接關係。他的祖上均是粟特貴族，曾祖和祖父曾任薩寶，執掌宗教事務，說明史射勿出生於祆教世家。他自幼聰慧，性格豪爽且勇力過人。自北周天和元年（公元566年）起，史射勿就隨軍征戰，時年僅23歲，後來出任隋朝正義大夫右領軍驃騎將軍。隋大業五年（609年）於家中病逝，終年66歲。

## 史道洛墓
史道洛墓位於史射勿墓東北100米，是史道洛與其妻康氏的合葬墓，於1995年由中日合作的原州聯合考古隊發掘出土。該墓被盜嚴重，加上進水和墓葬坍塌，導致墓主遺骨和動物骨骼散落在墓葬各處。墓中出土有完整墓誌、玻璃器皿、大型彩繪胡人武士俑同人面鎭墓獸、獸面鎭墓獸各一尊，其中人面鎭墓獸的設計理念同古埃及的獅身人面像類似。據墓誌記載，史道洛曾是大唐左親衞，唐顯慶三年（658年）與妻康氏合葬。

## 史索岩墓
史索岩墓於1984年在羊坊村北發現，全長41.75米，為夫妻合葬墓。由於被盜，出土文物不多，有數件瓷器、銅鏡、玉釵、陶靴、金銀幣等。墓中發現史索岩及其妻子安娘的墓誌兩方，其上記載史索岩曾任平涼郡都尉驃騎將軍，同史射勿一樣，也是戎馬一生。其妻安娘是安息王室後裔。

## 史訶耽墓
史訶耽墓位於南郊鄉小馬莊村，1986年發掘，也是夫妻合葬墓。墓中出土墓誌、石門、石棺牀、玻璃花、藍色圓形寶石印章等，石門上有異常精美的裝飾圖案。其中的寶石印章也很特別，印章中間刻一臥獅，獅子背部有三杈結果實的短枝，周圍有一圈字母銘文。經伊朗學者與古代波斯地區的類似印章對比考證，認為獅子代表太陽，三杈枝代表生命樹。有學者認為上面的銘文是中古波斯文，釋讀為「高貴」、「繁榮興旺」和「幸福快樂」。還有學者認為應解釋作「世界寬容！世界寬容！世界寬容！」。最後由德黑蘭大學的三位教授、釋讀，他們認為銘文的意思是「虔誠的、敬神的、可嘉的、盡責的」。無論是哪一種解釋，都顯然有很濃的宗教意味。印章上的三杈果實被認為是石榴，石榴和祆教禮儀關係密切，古波斯人認為石榴是「太陽的聖樹」，有多子豐饒之意。祆教女神阿什的對應動植物就分別是獅子和石榴，傳說阿什女神還可以令「所養的馬成千倍的增長」。聯繫到史訶耽熟知六閒（馬廄），曾專門負責監管養馬業，而且其墓門門額上刻的馬匹圖案非常顯著，最終推測這枚印章上的圖案和阿什女神崇拜有關。除了善於養馬，史訶耽由於精通多種外語，亦任職中書省翻譯，可稱是唐朝翻書譯語直官的代表人物，任職時間長達40多年。
墓誌載史訶耽是史國國王的後裔，又據歷史記載，他幼年好學，靑年時就已博學多才，且品行高尙，受人敬仰。據說他身姿矯健、相貌堂堂，講話聲音「淸言直流如水之聲」，十分優美。隋朝末年，社會動盪，反隋勢力四起，史訶耽選擇赴長安投唐，於唐朝歷任「左二監」（監管養馬業）及「直中書省翻譯朝會」等職務。唐高宗時，曾作為翻譯隨同前往泰山封禪。乾封元年（666年）敕授虢州刺史，但史訶耽因懷念往昔生活而不願接受刺史官職。高宗因其年事已高，便准予他隨自己的心願和雅致生活，並賞賜物品50段。總章二年（669年），史訶耽在原州平高縣勸善里舍逝世，終年86歲。其首任妻子康氏是康國人，早於貞觀四年（630年）逝世於長安延壽里。後妻張氏，漢人，授「南陽縣君」，去世後與史訶耽合葬。

## 史鐵棒墓
史鐵棒墓位於南郊鄉小馬莊村，1986年發掘。因早年被盜，出土隨葬品較少，有墓誌及陶、銅、金等質地的文物20餘件。史鐵棒是史射勿之孫，史訶耽之侄。據墓誌記載，史鐵棒曾是皇帝貼身保鑣，後任司馭寺右十七監，是管理馬政的官員，為朝廷擔當養馬重任。他長期牧馬，經驗豐富，墓誌亦提到他牧馬的水平很高。

## 史道德墓
史道德墓位於固原縣南郊鄉王澇壩村，1982年發掘，出土有墓誌、陶器、金帶扣、金覆面、獸面金飾、動物紋圓形金飾、素面小銅鏡等文物20餘件。墓誌記載，史道德由東宮左勛衞官至蘭池正監，也是管理馬政的官員。此外，經考古發現，史道德與史索岩之妻安娘的府第在同一里坊，說明史氏粟特人有聚族而居的習慣。

## 宗教信仰

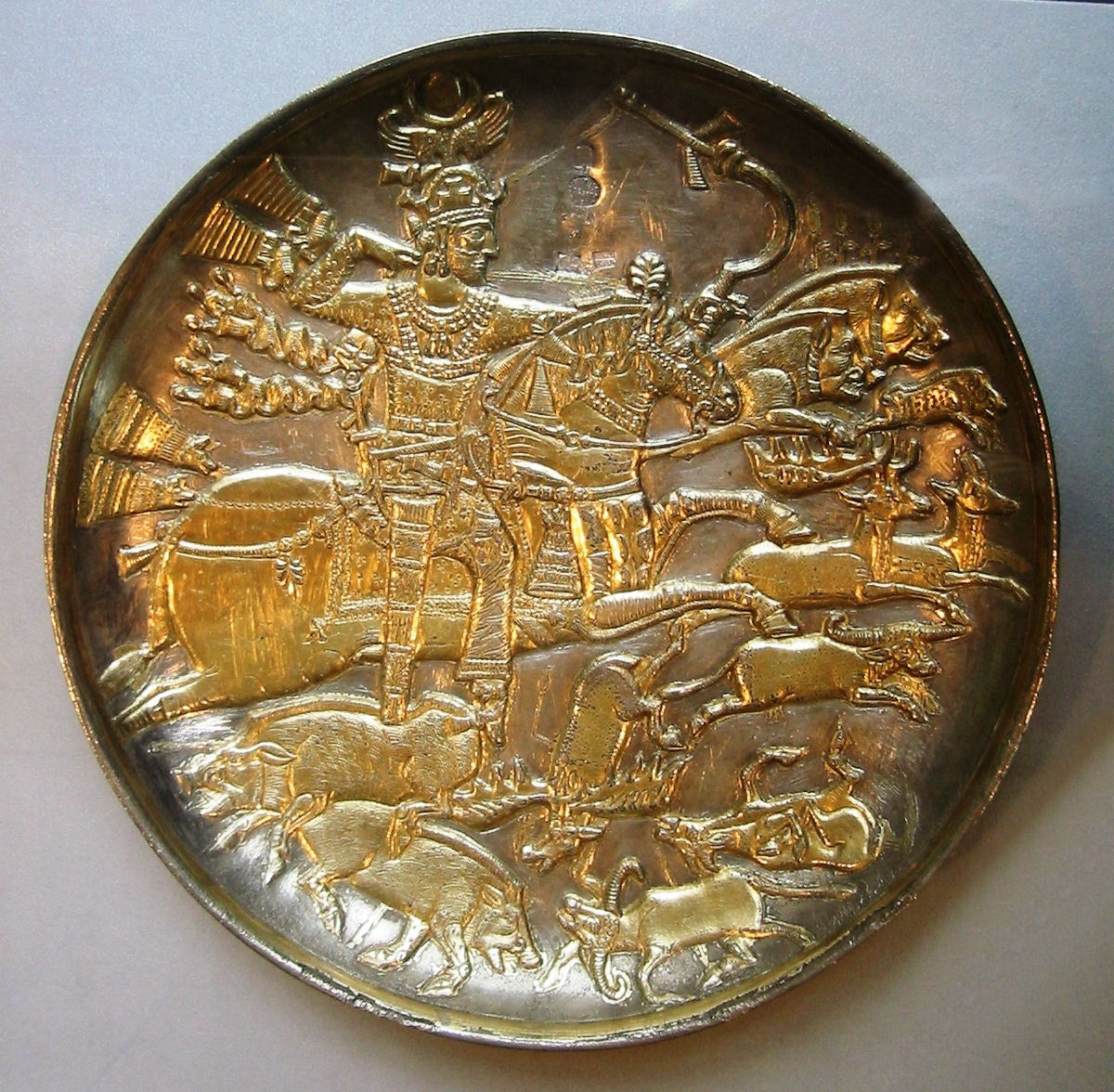
鍍金銀盤浮雕薩珊皇帝霍斯勞一世狩獵場景，其所戴帝冠，上有雙翼，雙翼上飾以新月日輪。

發源自古代波斯的瑣羅亞斯德教（在中國叫做祆教）是大多粟特人的傳統信仰，其次景教和佛教在粟特人中也有可觀的影響力。根據史氏家族墓中出土的文物，再結合歷史文獻，可見這兩個史姓家族除了傳統的祆教信仰，亦受到佛教甚至儒家思想的影響。
其中史索岩和史道德雖為叔侄，但兩者卻有不同的信仰。史索岩墓出土了許多反映墓主信仰佛教的文物，如呈須彌座形狀的棺牀、石幢，以及墓誌中記載史索岩的四个儿子名为法僧、德僧、德威、神義，都體現出濃郁的佛教思想。史索岩的侄子史道德墓中出土了與祆教相關的文物，如金覆面中的額飾上為新月托住日輪的形狀。發掘粟特古城彭吉肯特遺址的考古學家就注意到「粟特火祆教的特點是其保留了當地的古代祭祀元素」，即對日月的崇拜。新月日輪是一個極具標誌性的符號，除了常見於中亞粟特藝術，這種符號亦是以瑣羅亞斯德教為國教的波斯薩珊王朝君主帝冠上的固定裝飾。
史射勿墓中出土薩珊卑路斯銀幣一枚，正面有薩珊皇帝像，背面有祆教火壇圖像。史射勿之子史訶耽墓出土一枚寶石印章，上刻圖案與祆教女神阿什崇拜有關。而史射勿之孫史鐵棒墓葬卻發現有儒家思想元素。由史鐵棒墓誌可知他的兩名兒子叫做孝忠、孝義，完全是儒家忠孝觀的體現。

## 擴展閱讀
- 原州聯合考古隊 (编). . 東京: 勉誠出版. 1999年  [2018-08-04]. ISBN 9784585100546. （原始内容存档于2022-05-09） （日语）.（336頁）
- 原州聯合考古隊 (编). . 北京: 文物出版社. 2014年7月28日  [2018年8月4日]. ISBN 9787501040261. （原始内容存档于2022年5月9日） （中文（简体））.（233頁）